# Det Gule Palæ (Kopenhagen)

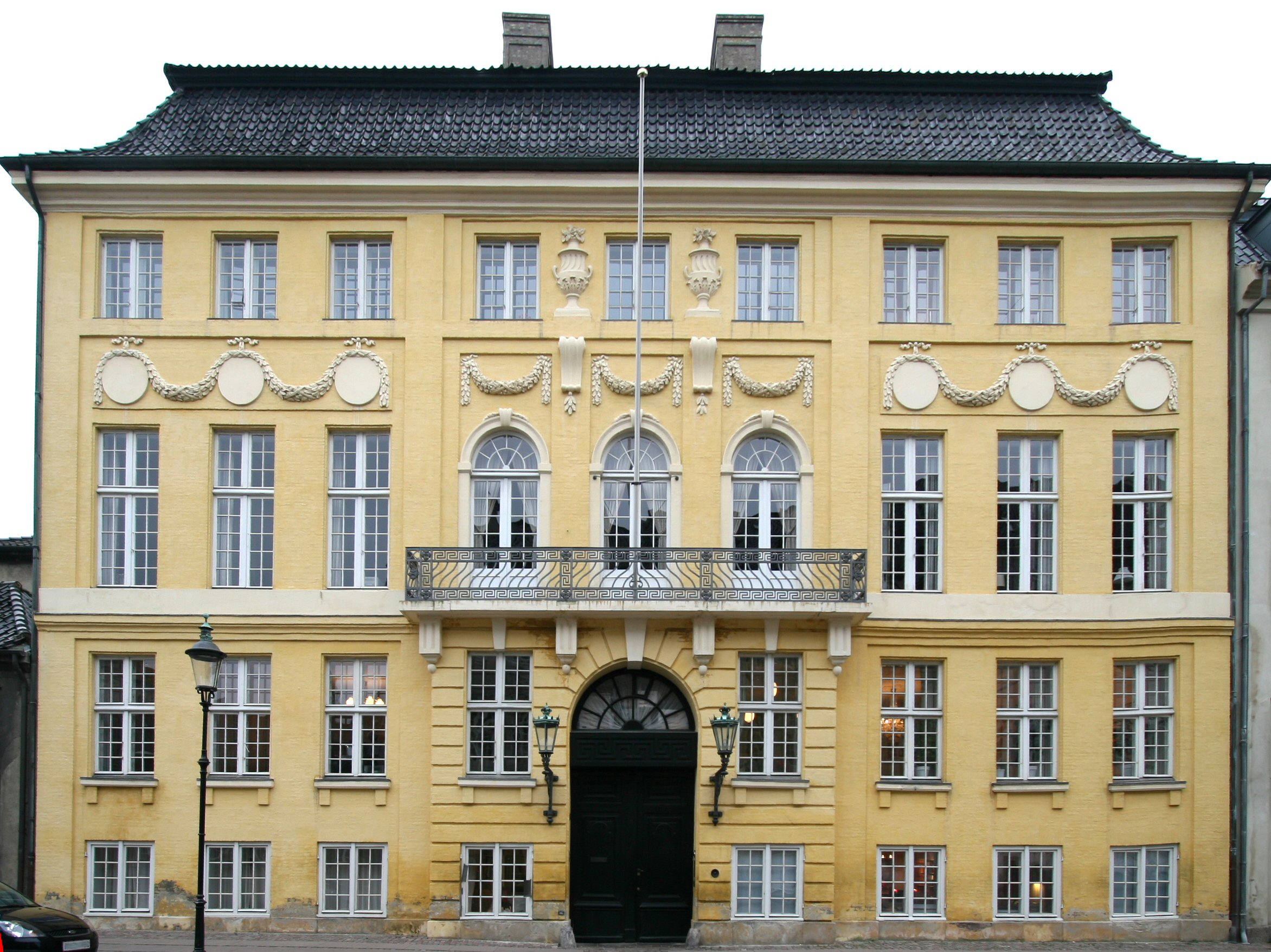
Det Gule Palæ

Det Gule Palæ (der Gelbe Palast) ist ein historisches klassizistisches Gebäude in Kopenhagen in der Amaliegade 18 neben dem Schloss Amalienborg.

## Geschichte
Das Palais wurde von 1759 bis 1764 im ab 1749 neuangelegten Kopenhagener Stadtbezirk Friedrichstadt von dem Architekten Nicolas-Henri Jardin für den dänischen Kaufmann Frederik Bargum errichtet. Entgegen der ursprünglichen Planung, die Friedrichstadt rund um die Amalienborg einheitlich im Rokokostil anzulegen, wurde Det Gule Palæ im damals modernen klassizistischen Stil gebaut. Bargums Guineiske Kompagni, mit der er als Sklavenhändler am Dreieckshandel zwischen Guinea, den dänischen Kolonien nach Westindien und dem Königreich Dänemark teilhaben wollte, ging 1774 bankrott. Bargum floh ins Ausland. Das Haus wurde von dem Kaufmann Carl Friedrich Busky ersteigert, der dort bis zu seinem Tod 1808 lebte.
1810 erwarb König Frederik VI. den Palast als Gästehaus. 1837 zog (der spätere) Christian IX. in den Palast, den er bis zum Umzug nach Amalienborg 1865 bewohnte. Dort wurden zwischen 1843 und 1853 die ersten fünf Kinder geboren: Friedrich 1843, Alexandra 1844, Wilhelm 1845, Dagmar 1847 und Thyra im Jahr 1853. Anschließend diente das Palais wieder als Gästehaus. Ab 1885 bis zu seinem Tod 1939 bewohnte sein jüngster Sohn Waldemar das Palais.
Heute dient das Palais der königlichen Schlossverwaltung und dem Hofmarschall.